# Eduard Hoornik
Eduard Jozef Antonie Marie Hoornik (L'Aia, 9 marzo 1910 – Amsterdam, 1º marzo 1970) è stato uno scrittore olandese.

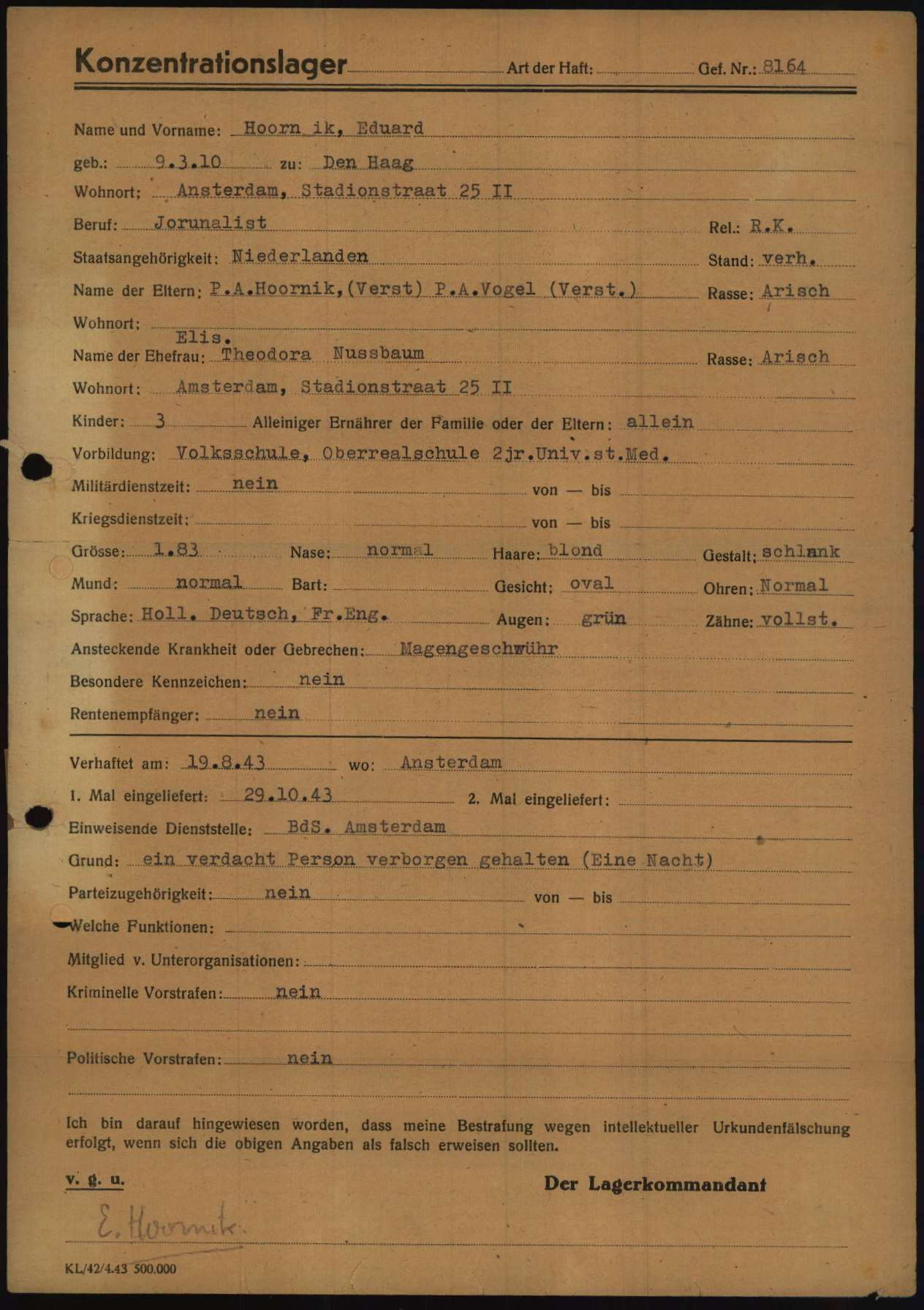
Modulo di registrazione di Eduard Hoornik come prigioniero nel campo di concentramento nazista di Dachau

Autore dell'opera surrealista Punto di trasformazione (1936) e dell'opera romantica Nascita (1938), fu rinchiuso nel campo di concentramento di Dachau nel 1943 in quanto antifascista, ma ne evase nel 1945.
Il suo componimento Ex tenebris (1947) rivelò una scioccante variazione dei toni poetici, divenuti mesti e sommessi in ricordo dell'esperienza di Dachau.